# 게임 디자인

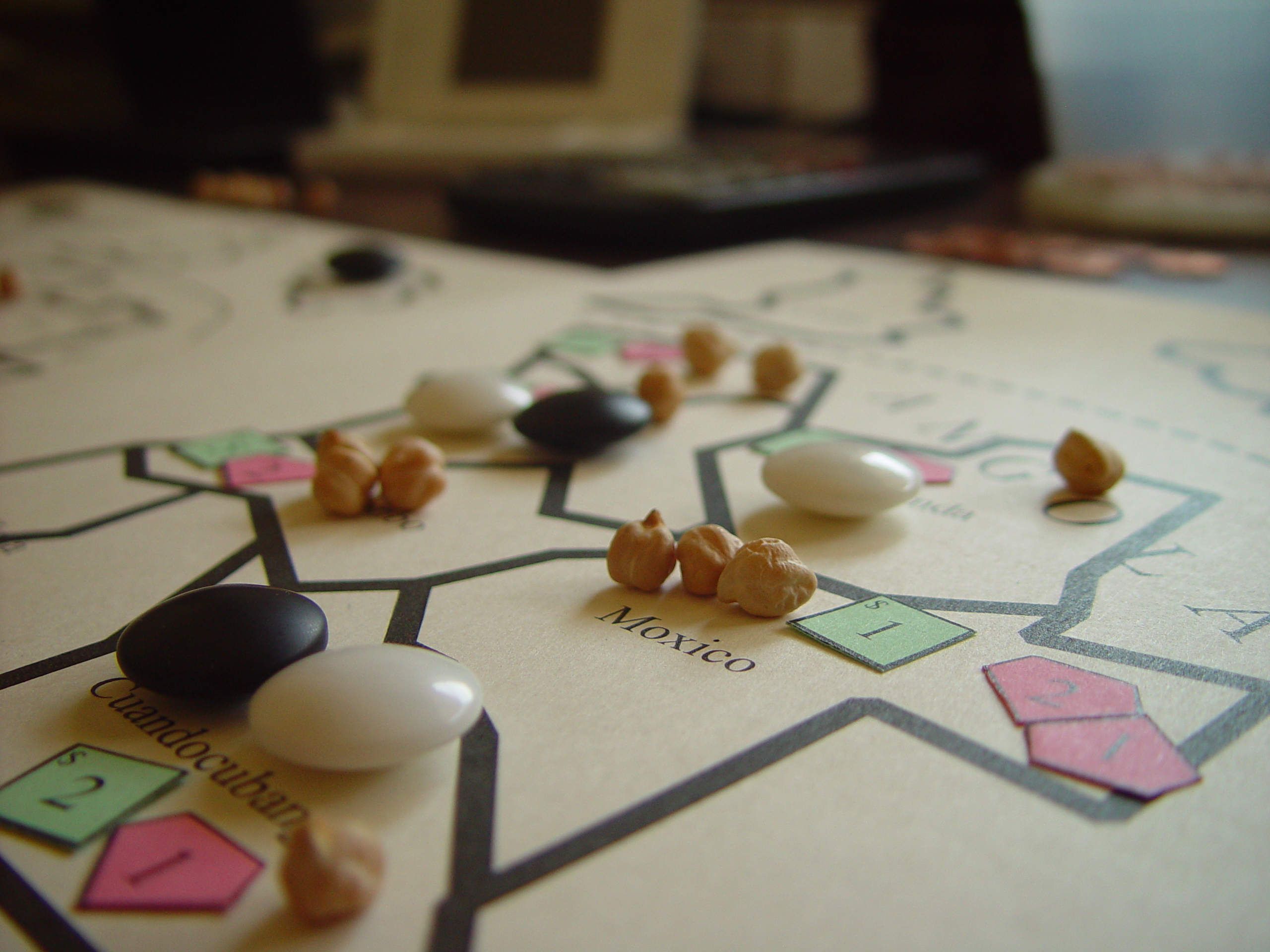

게임 디자인(game design)은 재미를 표현하기 위해 게임의 규칙과 내용을 설계하는 과정이다. 또한 이미 제작된 게임의 설계 양식이나 설계를 기술한 문서를 가리키는 말로 사용되기도 한다.

## 주 개념

### 게임 디자인의 종류
게임 디자이너는 보드게임, 카드게임, 컴퓨터 게임 등 특정의 종류의 게임에 특화하고 있는 것이 많다. 각각 다른 규칙에 따르지만 동시에 개념이나 방법론에는 유사성이 있다.

### 주 목적
게임 디자인의 목적은 기본적으로 제약이 있는 조건 하에서 게임을 만든다. 제약 조건은 디자인 대상의 게임에 따라서 다르다. 다음과 같은 제약이 존재한다.
- 자금 제약
- 기간 제약
- 권한 제약
- 기술적 제약
- 제조상의 제약
- 상정되는 대상자에 관한 제약
- 윤리적 제약
- 정치적 제약

### 다른 디자인 분야와의 관계
게임 디자인의 종류에 따라서는 여러 가지 디자인을 통합적으로 취급한다. 컴퓨터 게임의 경우 다음과 같은 요소를 필요로 한다.
- 게임 기구
- 시각 아트
- 게임 프로그래밍
- 제조 프로세스
- 음향
- 스토리

이 모든 것들이 디자인의 요소가 되고 있다는 이유로 컴퓨터 게임 디자인의 정의가 모호하다. 컴퓨터 게임 개발 복잡함은 이러한 요소가 복잡하게 얽히고 있기 때문이다. 이 때문에 한번에 확실한 결단이 제약된다. 이러한 상황은 정도의 차이는 있지만 다른 게임 디자인에도 존재한다. 예를 들면 보드게임의 경우 디자이너는 게임을 보다 즐겁게 할 수 있도록 기획하는 한편 대량생산을 하여 더욱 높은 이익이 존재하도록 해야 한다.

## 게임 디자이너
게임 디자인은 혼자서 하는 경우도 있고, 팀을 이루어 하는 경우도 있다. 게임 디자이너의 출신(이력, 배경=background)은 다양하다. 새로운 아이디어를 낳을 뿐만 아니라, 기술적 측면이나 제조, 생산적인 측면도 이해하고 있다면 게임 디자인에 도움이 된다. 디자이너는 여러 가지 제약을 감안하고 결단을 내릴 필요가 있기에 '분석적인 사고'가 중요하다. 예를 들면, 시장의 요구에 대응하기 위해 기존의 IP에 근거한 디자인이 요구되기도 한다. 이 경우, 디자인에 어려운 제약이 부과되는 경우가 많다. 이러한 제약을 모두 만족하도록 디자인하려면, 창조와 인내 사이에서 머리를 써야 한다.
게임 디자이너로서 유명한 사람도 있지만, 최근에는 그 수가 점점 줄어들고 있다. 회사에 따라서는 게임을 한 사람의 대표 디자이너보다 팀을 이루어 디자인하는 것을 좋아하는 경향이 있다. 대부분의 경우 게임 디자인의 책임자가 한 명 있다. 일부 저명한 디자이너는 패키지에 이름을 싣는 것으로 게임 매출 향상에 공헌할 수 있다.

## 게임 디자인의 단계
- 아이디어 구상
- 문서화
- 전달

## 게임 디자인 항목
- 컨셉 디자인 - 주로 게임의 재미를 설정하는 것을 말하는데, 간혹 게임의 목적이나 제작 공정의 방향성을 설정하는 것을 말하기도 한다.
- 시스템 디자인 - 컨셉을 토대로 구조적인 설계를 하는 것을 말한다.
- 밸런스 디자인 - 말 그대로 밸런스를 맞추기 위한 기준을 설정하는 것으로, 주로 시스템 디자인에서 생성된 항목(프로그램에 사용될 각종 변수들)에 대한 상황에 맞는 적절한 수치값을 찾아내는 것을 말한다.
- 레벨 디자인 - 주로 유저의 흥미를 지속적으로 돋우고 게임에 몰입할 수 있도록 게임 속에 등장하는 배경 구조나 인공지능 오브젝트의 난이도 조절을 하는 것을 말하지만, 배경 맵 디자인과 용어를 혼용하여 사용된다.
- 인터페이스 디자인(UI 디자인) - 게임 내의 기능 들을 유저가 이해하거나 조작하기 쉽게, 입력장치의 사용법을 정의 하거나 그래픽을 통해 시각적으로 인식 가능하게 디자인 하는 것을 말하며, 여타의 IT업종에서 사용되는 UI디자인과 의미가 같다.

## 같이 보기
- 게임화
- 놀이